# دارمالى
دارمالي قرية سودانية تقع في ولاية نهر النيل، بين مدينتي عطبرة وبربر بحوالي 18.8 كيلومتر وجنوب بربر بحوالي 21 كيلومتر.

## الاسم
لإسم دارمالي عدة روايات ولكن أشهرها الرواية التي تقول أن حجاج أفريقيا وخصوصا غرب أفريقيا يأتون للحج عبر الطرق البرية وعن طريق الصحراء وطريق الأربعين مروراً بمدينة بربر وذلك لكثرة القوافل التجارية وكل قبيلة تأخذ مكان تتمركز فيه فالمنطقة كانت خاصة لحجاج مالي فأخذت تنسب لهم دار مالي ومنها أخد الاسم الحالي .

## السكان
يبلغ عدد سكانها حوالي 7000 نسمة وغالبيتهم من قبائل الجعليين والميرفاب والعبدرحماناب وهم احد افرع قبائل الجعليين بالمنطقة ويصل نسبهم الي بشارة بن ضياب بن غانم اضافة بعض الاسر الذين تمتد جذورهم للقبائل الأفريقية التي اختلطت بالعرب أثناء الفتوحات الإسلامية، وتوجد قبائل أخرى كالرباطاب والمناصير والشوايقة. كما أن لوضع المنطقة الجغرافي أثر في تواجد مجموعات الريفيين (سكان صعيد مصر) والمهاجرين من قبائل القرعان القادمة من دولة تشاد منذ أكثر من 75 سنة.

## الطبيعة الجغرافية
تتميز دارمالي بمناخ شبة الصحراوي الذي تكون في درجات الحرارة عالية في غالب أيام السنة وطبيعة الأرض مسطحة مع تواجدها على ضفاف نهر النيل
ويعمل معظم سكانها في الزراعة وتربية الماشية والموظفين في الدوائر الحكومية.

## المرافق
توجد بها عدد من المرافق الحكومية، مدرستين ابتدائي ومدرستين ثانويتين وكلية الزراعة فرع جامعة وادي النيل بالإضافة إلى محطة صغيرة لسكك حديد السودان، محطة مياه تتبع القرية لقسم شرطة مدينة بربر.